# Chindumbo
Chindumbo – miasto w Angoli, w prowincji Benguela.